# أو إس إكس إل كابيتان
أو إس إكس 10.11 "إل كابيتان" هو الإصدار الرئيسي الحادي عشر من أو إس إكس من نظام أبل لحواسيب ماكنتوش، تم الإعلان عنه في مؤتمر آبل العالمي للمطورين والذي عقد في 9 يونيو 2015 ليكون وريث ماك أو إس 10.10 "يوسيميتي". وسمي بهذا الاسم نسبة لصخرة إل كابيتان الموجودة في حديقة يوسيميتي الوطنية بمقاطعة ماريبوسا، كاليفورنيا أمريكا.